# Soluňské království
Soluňské království (italsky Regno di Tessalonica, řecky Βασίλειον Θεσσαλονίκηςm, Vasílio tis Thessaloníkis, latinsky Regnum Thessalonicae) byl křižácký stát vzniklý po čtvrté křížové výpravě na území bývalé (a později znovu obnovené) Byzantské říše v Makedonii a Thesálii. Existence Soluňského království trvala jen dvacet let.

## Historie

### Po dobytí Konstantinopole
Po pádu Konstantinopole do rukou křižáků roku 1204 se očekávalo jak křižáky, tak Byzantinci, že se vůdce čtvrté křížové výpravy Bonifác z Montferratu stane novým byzantským císařem. Nicméně Benátčané pociťovali, že Bonifác je příliš těsně vázán k Byzantskému císařství stejně jako jeho bratr Konrád z Montferratu, který byl ženatý s příslušnicí byzantské císařské rodiny. Benátčané potřebovali za císaře někoho, s kým by mohli snadněji manipulovat. S jejich podporou byl císařem nově zřízeného Latinského císařství zvolen Balduin IX. Flanderský.

### Založení Soluňského království
Bonifác tuto situaci, leč neochotně, akceptoval. Vydal se proto dobýt Soluň, po Konstantinopoli druhé největší město Byzantské říše. Bonifác nejprve soupeřil s latinským císařem Balduinem, který si na Soluň také brousil zuby, ale Bonifác spor vyhrál tak, že vyměnil svá přisvojená území na Krétě s Benátčany za Soluň. Následně vytáhl na město a později v roce 1204 jej dobyl a zřídil si zde své panství – Soluňské království, které bylo vazalským státem k latinskému císařství, ačkoliv titul "král" nebyl nikdy oficiálně používán. Pozdější zdroje ze 13. a 14. století naznačují, že si Bonifác dělal na Soluň nároky, protože se jeho mladší bratr Renier oženil v roce 1180 s Marií Komnenovnou
Království se rozkládalo při Egejském pobřeží v Thrákii, Thessálii a Makedonii. Hranice ve vnitrozemí byli však velmi proměnné, protože Soluňské království bylo prakticky po celou dobu své existence neustále ve válečném stavu s Bulharskem, které chtělo dobýt zbytky Byzantské říše pro sebe a jedním z řeckých nástupnických států byzantské říše, Epirským despotátem. Království se také muselo z počátku vypořádat s útoky sesazeného byzantského císaře Alexia III., který obsadil Korint, ten byl však rychle poražen. Po zlikvidování hrozby, kterou představoval Alexios III. Bonifác dobyl ostrov Euboja, kde vybudoval vazalské Negropontské panství a pomohl několika dalším křižákům při ustavení Athénského vévodství a Achajského knížectví, které se staly vazaly Soluňského království.

### Lombardské povstání
Bonifácova vláda trvala méně než dva roky. Poté byl bulharským carem Kalojanem vlákán do léčky a 4. září 1207 zabit. Vláda přešla na Bonifácova syna Demetria, který však byl v té době nezletilý, proto za něj vládli příslušníci nižší šlechty lombardského původu. Tito šlechtitci pod vedením regenta Umberta II. započali spiknutí za účelem dosazení Bonifácova staršího syna Viléma VI. na trůn a otevřeného odtržení od latinského císaře Jindřicha Flanderského. Jindřich roku 1209 vpochodoval do země a spiklence donutil, aby se mu podrobili. Následně Jindřichův bratr Eustach se stal regentem za nezletilého Demetria.

### Válka s Epirským despotátem a pád království
Této situace využil epirský despota a bývalý Bonifácův spojenec Michael I. Komnenos Dukas a v roce 1210 se svými bulharskými spojenci zaútočil. Jindřich Flanderský Michaela a Bulhary odrazil, ale po Michaelově smrti v roce 1214 jeho bratr a nástupce Theodor Komnenos Dukas znovu na Soluňské království zaútočil. Válka trvala dalších devět let, kdy Theodor postupně dobyl území celého království, kromě samotné Soluně a latinský císař musel na obranu území Soluňského království šetřit, protože byl příliš zaneprázdněn bojem se stále mocnějším Nikájským císařstvím v Anatolii. V roce 1224 Theodor konečně dobyl samotnou Soluň a území Soluňského království se stalo součástí Epirského despotátu; v témže roce dosáhl Bonifácův syn Demetrios dostatečného věku, aby se mohl chopit vlády.

## Soluňští králové v letech 1204 až 1224

Znak Aleramovců

- Bonifác z Montferratu, (1204 – 1207)
- Demetrios z Montferratu, (1207 – 1224)

- - Umberto II. z Biandratu (regent, 1207 – 1209)
  - Eustace Flanderský (regent, 1209 – 1216)
  - ? (regent, 1216 – 1224)

### Titulární soluňští králové po roce 1224
O titul soluňského krále se přihlásil rod z Montferratu a ti ho drželi až do roku 1284, kdy přešel na burgundské vévody. Latinský císař Balduin II. slíbil dát titul Hugovi IV., pokud by se znovu stal latinským císařem.
- Demetrios z Montferratu, (1225 – 1230)
- Fridrich II. Štaufský, císař Svaté říše římské, (1230 – 1239)
- Bonifác II. z Montferratu, (1239 – 1253)
- Vilém VII. z Montferratu, (1253 – 1284)
- Hugo IV. Burgundský, (1266 – 1271) (vzdorokrál)
- Robert II. Burgundský, (1273 – 1305) (vzdorokrál až do roku 1284)
- Hugo V. Burgundský, (1305 – 1313)
- Ludvík Burgundský, (1313 – 1316)
- Odo IV. Burgundský, (1316–1320?) (titul soluňského krále mohl být prodán; po roce 1320 se už žádní soluňští králové nevyskytují)